# Hvidmos-familien
Hvidmos-familien (Leucobryaceae) rummer slægter, der er udbredt overalt i klodens tempererede og subtropiske egne.
Kun slægterne Campylopus og Leucobryum er dog repræsenteret i Danmark, med i alt 7 arter.
| Slægter |

- Cladopodanthus
- Hvidmos (Leucobryum)
- Ochrobryum
- Schistomitrium

Følgende slægter regnes her også for en del af Hvidmos-familien (i stedet for familien Dicranaceae):  
- Atractylocarpus
- Brothera
- Bryohumbertia
- Campylopodiella
- Bredribbe (Campylopus)
- Dicranodontium
- Microcampylopus
- Pilopogon